# Teknival
Un teknival (acrònim de les paraules tekno i festival) és una gran festa gratuïta que té lloc durant diversos dies. Sovint tenen lloc a Europa i són il·legals segons algunes legislacions nacionals. La mida del festival varia depenent de factors com l'accessibilitat, la reputació, el clima i l'aplicació de la llei. Les festes solen emplaçar-se en llocs allunyats de les zones residencials com ara magatzems okupats, bases militars abandonades, platges o boscos. El fenomen teknival és un moviment de base que va sorgir de les escenes rave, punk i sound system i ha generat tota una subcultura. L'estiu és l'estació habitual dels teknivals.

## Història
Els teknivals són una versió a gran escala de les free parties i van sorgir a principis de la dècada del 1990, quan les festes acid house i els new age travellers al Regne Unit es van convertir en objectiu de la repressió política, que va culminar amb la Criminal Justice and Public Order Act 1994 en què l'article 63 va donar a la policia nous poders per a tancar festes il·legals.
Els sound systems (equips o sistemes de so) van començar a viatjar a països d'Europa on les lleis eren menys restrictives i les autoritats desconeixien com aturar els festivals. Un dels sound systems més famosos va ser Spiral Tribe, que va estar al capdavant del moviment de les festes lliures a Europa. Altres sound systems coneguts són Bedlam, Circus Normal, Circus Warp, Vox Populi i Desert Storm.
Tot i que alguns teknivals són esdeveniments puntuals, la majoria tenen lloc cada any en la mateixa data. Els més grans, com els de França o la República Txeca, poden atreure desenes de milers de persones. De la mateixa manera que la paraula «teknival» es va formar fusionant les paraules «tekno» i «festival», els teknivals dels diferents països hi fan referència amb els noms abreujats, com ara Frenchtek, Czechtek, Poltek (Polònia). Slovtek (Eslovàquia), Southtek (sud d'Alemanya), Bulgariatek (Bulgària), Rotek (Romania) Helltek (Grècia), Dutchtek (Països Baixos), Easttek (Alemanya de l'Est), U-Tek (Ucraïna), Northtek (Canadà) i Occitek (Occitània).

## Característiques

### Música

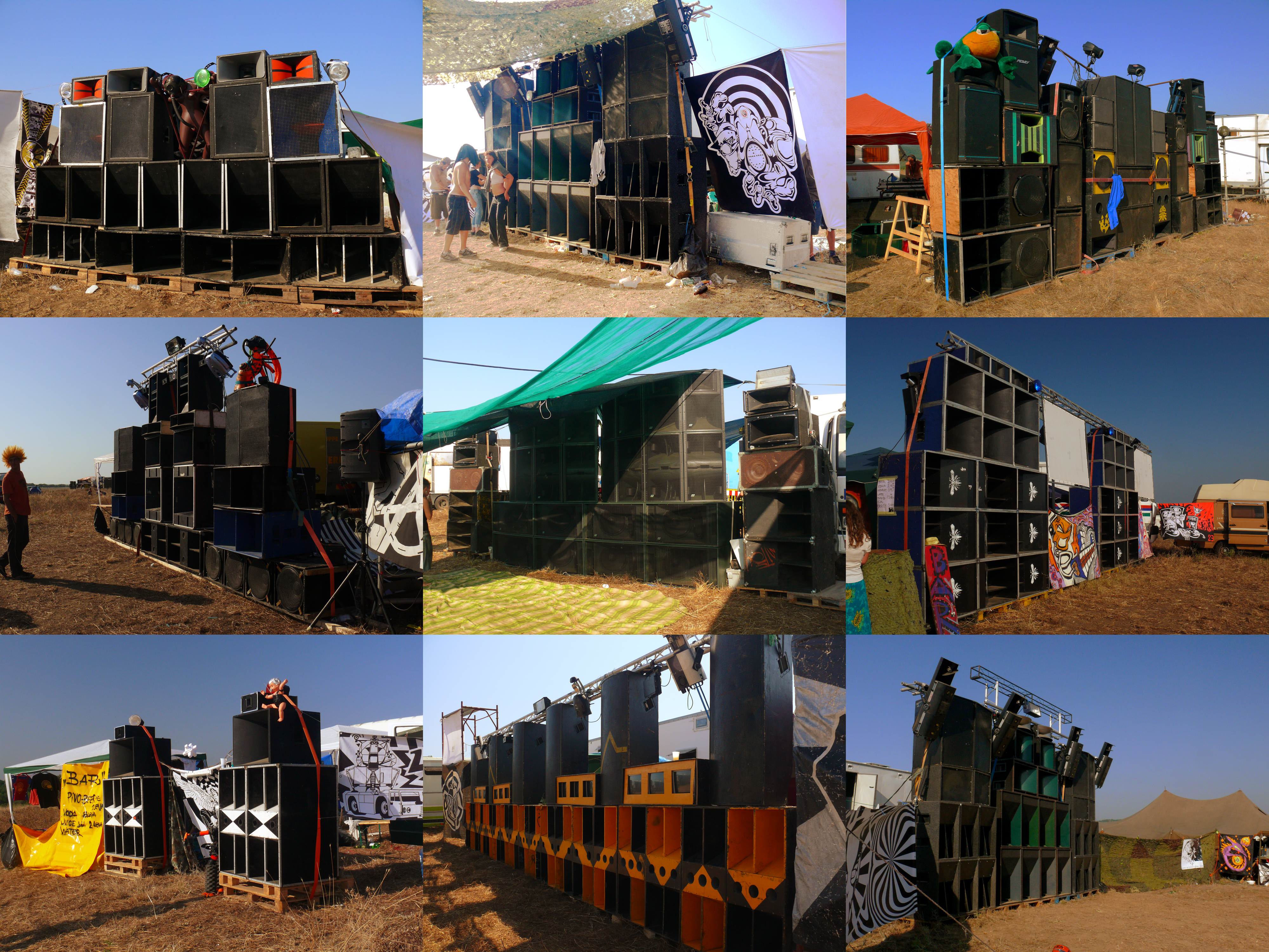
Collage de sound systems

Com que un teknival pot durar una setmana o més, hi ha molts estils musicals representats, sobretot electrònica. La música que va créixer en tàndem amb els teknivals va ser el freetekno, que es caracteritza per baixos pesats i repetitius i que normalment és d'un tempo de 180 bpm. La majoria dels sistemes de so reprodueixen estils com l'acid techno, techno hardcore, frenchcore, electro, techno, oldschool jungle, raggacore, skullstep, neurofunk, breakcore, schranz i speedcore. En lloc de focalitzar-se en el gènere, la música es caracteritza per ser més alternativa que la música que es pot escoltar en discoteques i festes comercials, tot i que alguns sound systems poden especialitzar-se en un determinat subgènere. La música la reprodueixen discjòqueis que punxen discos de vinil i fitxers MP3 en un ordinador. Els directes també es toquen amb freqüència amb una varietat d'equips: sintetitzador, caixa de ritmes, pedals d'efectes, controlador MIDI i ordinador. Als primers teknivals, els sistemes de so sonaven fins que no quedava ningú ballant o el gasoil del generador s'acabava.

### Subcultura
Qualsevol persona hi és benvinguda, no hi ha entrada ni tarifa. Normalment s'anima a tot artista que acudeixi a participar. En el transcurs d'uns quants dies, el lloc es pot convertir en un poblat de sistemes de so, cafeteries, tendes de campanya i vehicles. El teknival es considera sovint com un exemple del que Hakim Bey va anomenar la Zona Autònoma Temporal (TAZ), encara que Bey va declarar que l'interès de la cultura rave en la tecnologia continua essent contovertit per a la implementació de la TAZ. Això no ha impedit, però, que diversos grups reclamin la cultura teknival i rave en general com la implementació de les TAZ. Els ravers francesos van contactar amb José Bové per a fer una aliança política, però no va reeixir.

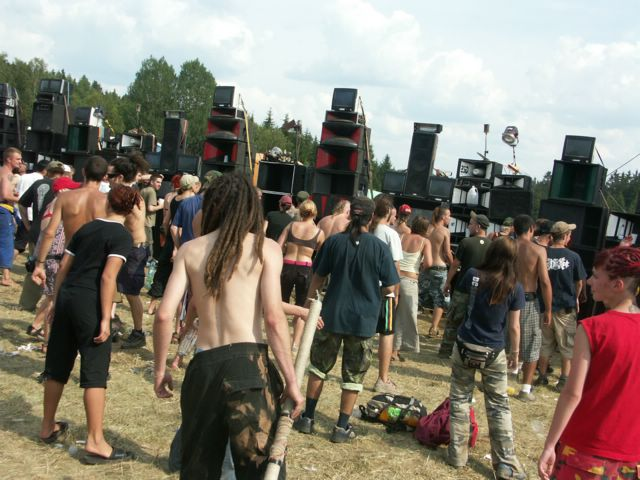
Czechtek

En un teknival coincideix un grup divers de persones que pot incloure estudiants, tekno travellers, okupes, hippies i passavolants, units per l'afany d'escoltar freetekno. No hi ha una única ideologia política o una posició filosòfica comuna representada per la subcultura teknival, principalment pel fet que es posa èmfasi en la llibertat individual. Força joves assistents als teknivals estan desil·lusionats amb la política dominant. No obstant això, aquest requereix d'una organització col·lectiva complexa i, per tenir èxit, un entorn sostenible de relacions comunitàries. En si mateixos, aquests esdeveniments es poden veure com una declaració política d'autoorganització al marge de l'Estat.
Els enfrontaments amb la policia van mobilitzar algunes persones per actuar contra les lleis que prohibeixen l'autoorganització dels teknivals. L'abril de 2006 hi va haver una marxa seguida d'un petit teknival a Estrasburg per a protestar contra la repressió policial en general i més concretament contra el tancament del Czechtek el 2005. El Reclaim the Streets i el Carnival Against Capital de la dècada del 1990, que va menar a les protestes de les manifestacions contra la cimera de l'OMC a Seattle i les posteriors mobilitzacions antiglobalització, es va inspirar en l'organització i la cultura teknival i rave, sovint involucrant molts dels mateixos organitzadors i sectors de la població.
Com passa amb moltes subcultures, s'ha desenvolupat un cert codi de vestimenta. Aquest «aspecte underground» inclou roba fosca i ampla, i talls de cabell extrems, com ara els cabells tenyits, rastes o el cap afaitat (o una combinació dels anteriors). Els pírcings i els tatuatges són habituals. La gent sovint compra vehicles grans de segona mà, com ara autobusos, autocars o camions fora de servei. Els vehicles solen convertir-se en habitatges, on s'hi viu de manera permanent o durant uns mesos mentre es viatja. També s'utilitzen per a transportar els equips de so.

### Organització

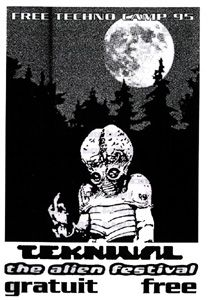
Flyer del Teknival Tarnos

Els equips de so es reuneixen en un mateix indret i reprodueixen diferents tipus de música electrònica. Amb cada sound system acostumen a viatjar-hi un grup d'amistats, de manera que la majoria de teknivals tenen un ambient multicultural. Les festes poden durar diversos dies o fins i tot setmanes. Els teknivals estan organitzats per la pròpia comunitat mitjançant mètodes clandestins com el boca-orella, missatges privats, fulls de mà i fòrums d'internet, partint de l'ètica do it yourself. A més dels equips de so locals, que poden actuar com a amfitrions, els sound systems més grans poden passar l'estiu viatjant d'un teknival a un altre abans de tornar al seu país d'origen.
Malgrat la percepció pública, les morts per drogues a les festes són rares. Dues persones van morir en un teknival a Marigny-le-Grand al Marne l'any 2005, una per un còctel d'alcohol i drogues i l'altra per una reacció al·lèrgica a una eruga.